# Nematidium tenuissima
Nematidium tenuissima is een keversoort uit de familie somberkevers (Zopheridae). De wetenschappelijke naam van de soort werd in 1876 gepubliceerd door Edmund Reitter.